# Sotiris Ninis
Sotiris Ninis (en griego: Σωτήρης Νίνης; Albania, 3 de abril de 1990) es un exfutbolista griego que jugaba como centrocampista.

## Carrera
Ha jugado en algunos clubes, como el Apollon Smyrnis FC y las ramas menores del Panathinaikos, club donde debutó en el año 2006, con tan solo 16 años, de la mano del entonces entrenador, el español Víctor Muñoz, en un partido ante el Egaleo FC. Esto le convierte en el segundo jugador más joven en debutar en un partido de liga (el primero fue Kostas Antoniou en 1978, con 15 años).
Fue visto por clubes grandes, como el Real Madrid, el A. C. Milan y el Arsenal F. C., para incluirlo en sus filas. Su pase está tasado en 15 millones de euros.
En marzo de 2012 el presidente del Parma F. C. dijo iba a jugar en su club la temporada siguiente y que vendría por unos 18 millones de euros.
En el mercado de fichajes de la temporada 2013-2014 el club de fútbol PAOK Salónica de la Liga de Grecia adquirió al jugador en calidad de cedido. Sin embargo el jugador volverá al Parma F. C. al finalizar la temporada con el objetivo de buscarse un hueco en el equipo titular la próxima temporada.

## Selección nacional
Debutó en la selección absoluta, el 19 de mayo de 2008, en un partido ante Chipre. En ese mismo partido anotó un gol. A su vez, fue elegido para una lista previa a la Eurocopa 2008, pero no fue incluido en la nómina final de 23 jugadores. Alternó sus participaciones en la selección sub-21 como en la absoluta. Fue convocado para jugar el Mundial de Sudáfrica 2010.

### Participaciones en Copas del Mundo
| Mundial                        | Sede      | Resultado    |
| ------------------------------ | --------- | ------------ |
| Copa Mundial de Fútbol de 2010 | Sudáfrica | Primera fase |

## Clubes
| Club                            | País    | Año       |
| ------------------------------- | ------- | --------- |
| Panathinaikos F. C.             | Grecia  | 2006-2012 |
| Parma F. C.                     | Italia  | 2012-2014 |
| PAOK de Salónica F. C. (cedido) | Grecia  | 2013-2014 |
| Panathinaikos F. C.             | Grecia  | 2014-2016 |
| Charleroi S. C.                 | Bélgica | 2016-2017 |
| K. V. Mechelen                  | Bélgica | 2017      |
| Maccabi Petah-Tikvah F. C.      | Israel  | 2017-2018 |
| Hapoel Ashkelon F. C.           | Israel  | 2018-2019 |
| Volos F. C.                     | Grecia  | 2020-2022 |
| PAS Giannina                    | Grecia  | 2023      |
| Kifisia F. C.                   | Grecia  | 2023-2024 |

## Palmarés

### Títulos nacionales
| Título              | Club                | País   | Año  |
| ------------------- | ------------------- | ------ | ---- |
| Superliga de Grecia | Panathinaikos F. C. | Grecia | 2010 |
| Copa de Grecia      | Panathinaikos F. C. | Grecia | 2010 |